# 药理学
药理学（英語：Pharmacology），是研究药品与有機體（含病原体）相互作用及作用规律的学科。它既研究药品对生物的作用及作用机制，即药品效应动力学（Pharmacodynamics，简称药效学）；也研究药品在人体的影响下所发生的变化及其规律，即药品代谢动力学（Pharmacokinetics，简称药代动力学或者药动学）。药理学是以基础医学中的生理学、生物化学、病理学、病理生理学、微生物学、免疫学、分子生物学等为基础，为防治疾病、合理用药提供基本理论、基础知识和科学思维方法，是基础医学、临床医学以及医学与药学的桥梁。

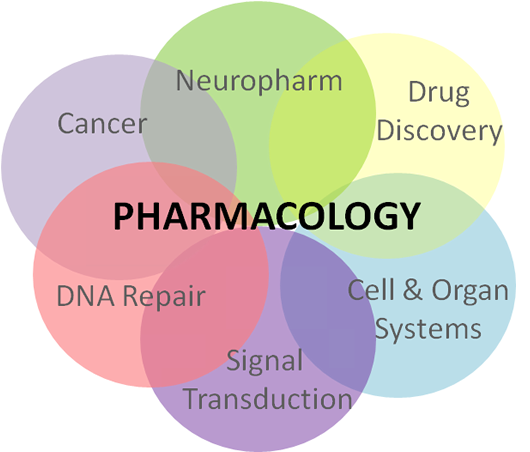
药理学由各个分支学科组成

## 分支
药理学可以根据侧重点的不同分为许多不同的分支学科
- 临床药理学（英语：Clinical pharmacology）：研究药品对于人体相互作用的规律。[2]
- 神经药理学（英语：Neuropharmacology）：研究药品对中樞神經系統及周围神经系统及其機能的影響。
- 精神药理学：研究药物对于神经系统与行为的影响。
- 遗传药理学（英语：Pharmacogenetics）：根据药品基因组学，研究药品代谢和效应个体差异的遗传基础。[2]
- 药物基因组学：將基因工程應用在藥品開發（英语：Drug discovery）上
- 药物流行病学（英语：Pharmacoepidemiology）：對某一已明確定義的族群，研究藥品對他們的影響。
- 系统药理学：將系統生物學的理論應用到药理学中。
- 毒理学：研究藥品或化學物質在過量使用時的不良反應及其分子目標。
- 理论药理学：是將計算化學和药理学結合的新生領域。
- 药剂学：藥品製劑劑型的處方設計、生產工藝等，以藥品的吸收、分布、代謝及排泄關係的綜合技術科學。
- 劑量學（Posology）：研究對於不同的人，要如何決定药剂的量。
- 生药学：研究來自生物的藥品的成份、應用及發展。
- 环境药理学：研究基因-環境相互作用（英语：Gene–environment interaction）、藥物-環境相互作用及毒物-環境相互作用的新興領域
- 牙科药理学：研究牙科疾病常用的藥品。

## 科学背景
研究化学药物需要有大量生物系统作用相关的知识。包括细胞生物学和生物化学知识量的增长，药理学的范围实际上也在改变。现在已可以通过对受体进行分子分析来设计可以直接总用于细胞表面受体的化学物质来影响细胞信号和代谢途径（调节和调控细胞信号转导来控制细胞的功能）。
从药理学观点来看，有许多化学属性适用于药理学。药物代谢动力学从化学的角度描述药物在体内的作用。（如，半衰期和分布容积，药品效应动力学描述药品在体内的化学效果（如产生療效或毒性）。
当描叙有活性药物成分（API）的化学物质的药品动力学属性时，药理学家通常使用“L-ADME”方案： 
- 释放（英语：Liberation (pharmacology)）（Liberation） - API如何释放（口服时）、分散或溶解？
- 吸收（Absorption） - API如何吸收（经皮，经肠，经口腔黏膜）？
- 分布（Distribution） - API在组织中如何分布？
- 代谢（Metabolization） – API是否在体内产生化学变化，并且会变成哪种物质？这些代谢产物是否有毒？
- 排泄（Excretion）  - API如何排出（通过胆汁、尿液、呼吸、皮肤）？

药物有窄或宽的治疗指数或治疗窗口。这描述了预期效果和毒性作用的比率。低治疗指数（接近一）表示同剂量下药物的预期效果和毒性作用相当。高治疗指数（高于5）表示药品达到预期效果所需剂量明显小于毒性剂量。治疗指数较低的药品更难控制剂量和监管，并且通常需要药品治疗监测（如华法林，一些抗癫痫药、氨基糖甙类和抗生素）。大部分的抗肿瘤药的治疗指数很低，产生毒性的剂量通常接近足以杀死肿瘤的剂量。

## 药物开发和安全性测试
药品开发是醫學中重要的一部份，但也有較強烈的經濟及政治的影響。許多政府機構會管理藥物的生產、銷售及處方，目的是為了保護消費者及避免藥物濫用。美國药物的主管機關是美國食品藥品監督管理局（FDA），依美国药典中設置的標準為準。歐盟药物的主管機關是欧洲药品管理局（EMEA），以欧洲药典為其標準。
候選藥品化學物的代謝穩定性以及其活性，都需要經過藥品代謝及毒理学研究的分析。許多方法可以進行藥品代謝的量化預測，例如SPORCalc就是一個最近提出的计算方法。若藥品的化學結構略有改變，可能對其药用性能略有影響，但也可能是大幅的影響，差別和改變的程度有關，但也和藥品受體端的結構組成有關，這個概念稱為結構與活性關係（SAR）。因此當識別出一種有用的活性物質，化學家會設法製造出許多結構類似的化合物，稱為類似物（analogues），目的是要使化合物的药用性能最大化。不論在任何地方，此開發流程都會花上數年、十年甚至更長的時間，而且耗費成本相當大。
這些新的類似物需要開發，也需要確定新藥在人類服用後的安全性、在人體中的穩定度，以及要哪一種劑型（例如藥錠或是噴霧劑），到達特定器官的效果才會最好。在昂貴的測試後（大約會花上六年），新藥才可以行銷及販售。
開發藥品的類似物及測試新藥需要很長的時間，而實際上每五千個潛在的新藥中，最後只會有一個進入市場。開發藥品的費用非常高，會超過十億美金。製藥公司為了弥补这一支出，會進行以下的措施：
- 在花費公司的資金之前，先小心的研究這些潛在藥品的需求[5]。
- 獲得新藥的專利，避免其他公司在一段時間後搶先生產此一藥品[5]。

## 药物法规和安全性
美國食物藥品監督管理局（FDA）負責美國藥品的核可及監督管理。美國食物藥品監督管理局所批准的藥品均需滿足以下二個條件：
1. 藥物針對所要治療的疾病，需證實是有功效的（「有功效」只是指至少在二次的試驗中，其效果比安慰劑或是其他競爭藥品要好）。
2. 藥物在動物試驗或是對照人體試驗後的結果需符合安全準則。

FDA的藥品批准大約會花上數年的時間。在動物上的測試必須相關廣泛，而且需包括幾個物種，以便評估藥品的有效性以及其毒性。藥品批准使用的劑量需落在藥品可產生治療效果或是期望療效的範圍內。
美國處方藥的安全性及有效性是依聯邦1987年提出的處方藥營銷法進行管理。
英國的藥品和保健品管理局（MHRA）也是英國藥品管理的部門。

## 教育
药理学学生是受教育的生物医学科学家，学习药物在生物体上的效果。学习药理学可以发现与开发新药，也可以更好的理解药物在人体内的作用和原理。
药理学学生必须在生理学、病理学和化学上有着详细的知识储备。一定程度上，他们将涵盖的领域包括（但不限于）生物化学，细胞生物学，生理学，遗传学和中心法则，医学微生物学，神经科学，并根据不同部门的需要增加生物有机化学和/或化学生物学。
现代药理学的学科跨度很高。研究生课程接受大部分有生物学或化学背景的学生。
药学学生通常最终会在药房从事药物分发工作，而药理学家通常会在实验室里工作。药理学家的职业生涯包括学术职位（医学或非医学），政府职位，私营工业职位，科学写作，科学性的专利和法律，顾问，生物技术和制药业，酿酒行业，食品行业，法医/执法，卫生，环保/生态科学。

## 历史
在中国，公元前1世纪的《神农本草经》，其系统的总结收录了365种植物、动物和矿物药材，及其用法。其中记载的大部分药物在现代中药中仍广泛的使用，如麻黄、大黄、海藻、常山等。659年的唐代，朝廷颁布了《新修本草》，亦称《唐本草》，其中记录了884种药物。其也成为了世界上第一部由政府颁布的药典，比西方最早的纽伦堡药典早约883年。1596年，明代医学家李时珍编著了《本草纲目》，其分52卷，共记录了1892种药物。他使用了科学的药物分类法，记叙了所编药物的形态、生态、性味和功能等内容。
在西方，关于药理学的了解在很长一段时间内也仅停留于药物学（materia medica）阶段。公元2世纪，药学家盖伦（Galen）创作了很多关于药学的著作，同时也发明了阿片酊等制剂。18世纪，意大利生理学家费利切·丰塔纳对千余种药物进行了毒性测试。其以动物试验得到的结果为依据，认为每种天然的药物都有其独特的活性成分，并且该成分会有选择性的作用于机体的特定部位，从而引起典型反应。19世纪初，德国学者弗里德里希·瑟圖納从阿片中提取出了吗啡，并以狗为试验对象，验证了其具有的镇痛作用。法国学者Magendi和Bernald以青蛙为试验对象，分别确定和阐明了士的宁对脊髓和筒箭毒碱对神经肌肉接点的药理学作用特点，开创了药理学的科学试验方法。德国学者魯道夫·布克海姆（Buchheim）创建了世界上第一个药理学实验室及实验药理学，并编撰了第一本关于药理学的教科书。其学生（Schmiedberg）使用动物试验的方法，开创了器官药理学。
20世纪初，德国学者保罗·埃尔利希发现了胂凡纳明对梅毒和锥虫病的治疗作用，从而开辟了使用合成药物的治疗疾病时代。德国学者格哈德·多馬克发现百浪多息（Prontosil，磺胺类药物的初始药）治疗链球菌感染的作用。英国学者霍华德·弗洛里（Florey）在亚历山大·弗莱明（Fleming）研究的基础上，将青霉素等抗生素应用于临床对寄生虫病及细菌感染的治疗。
药理学在现代的发展得益于各相关学科及技术的发展与完善。对药物作用机制的研究已达到微观水平。已分离出多种受体，阐明了多种药物对各种离子通道的作用机制。出现了许多药理学分支学科。

## 相关专题
- Wikipedia:药理学专题